# شطحة
شطحة وتُعرف أيضًا باسم شطحة التحتا هي بلدة تقع في سهل الغاب شمال غرب سوريا، وتتبع ناحية شطحة في منطقة السقيلبية بمحافظة حماة.
تحدّها بلدة صلنفة من الشمال الغربي، ونبل الخطيب وفريكة من الشمال، والحواش من الشمال، وحويجة السلة من الجنوب الشرقي، وعنّاب والحيدرية من الجنوب، وعين التينة من الغرب. بلغ عدد سكانها 8076 نسمة حسب تعداد 2004 الذي أجراه المكتب المركزي للإحصاء، وجلّهم من المرشديين.
تمتد باتجاه الشمال والجنوب موازية للطريق العامة حتّى تتصل بقرية الحيدرية جنوبًا وبمزرعة ناعور شطحة شمالًا. تقع جنوب شرقي مدينة السقيلبية التي تبعد عنها مسافة 25 كيلومترًا. تُعدّ شطحة المركز الإداري لناحية شطحة وأكبر بلداتها، والتي تضم 12 بلدة وقرية. بلغ إجمالي عدد سكان الناحية 25,273 نسمة حسب تعداد عام 2004. مساكنها التقليدية مصنوعة من الحجر والطين والخشب.

## التاريخ
شهدت شطحة خلال النصف الثاني من القرن العشرين وفود سكان من القرى الجبلية القريبة منها، ولا سيما من قرية شطحة الفوقا التي أصبحت خالية من السكان.

## الجغرافيا
تقع شطحة على السفح الشرقي الأدنى لجبال الساحل السوري، وتشرف على سهل الغاب ويجتازها وادٍ ينحدر باتجاهه. تربتها حمراء تنتشر من حولها حراج طبيعية من أشجار السنديان والآس والريحان والسنديان. وفيها عدد من الينابيع، ومن أهمها نبع قنية، ونبع التوت، ونبع حميدان. تتغذى ينابيع شطحة من الأمطار التي تسقط على ذرى جبال الساحل وسفوحها الشرقية.

## الاقتصاد
في عام 1990، قدِّرت مساحة أراضيها الزراعية بنحو 1952 هكتارًا، كان يُزرع منها بعلًا 1074 هكتارًا بأشجار الزيتون والتين والعنب، بينما يُزرع القسم الباقي ريًا من مشروع الغاب بمحاصيل القطن والشوندر وعبّاد الشمس والذرة والخضروات، وتُقدَّر مساحة هذا القسم بنحو 878 هكتارًا. يعمل بعض الأهالي في تربية الحيوان مثل الأبقار والأغنام والدواجن. ويعمل قسم آخر في الأعمال الحرفية والتجارية.